# Olympische Sommerspiele 1988/Turnen

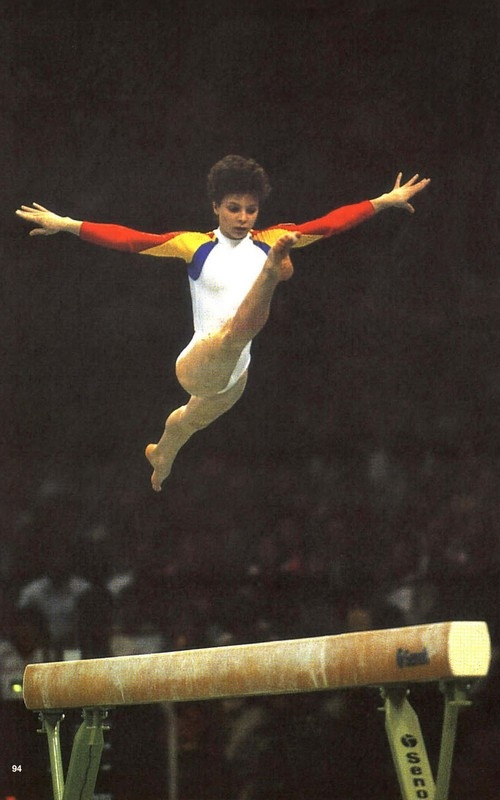
Daniela Silivaș gewann sechs Medaillen

Bei den XXVII. Olympischen Sommerspielen 1988 in Seoul fanden vom 18. bis 25. September 1988 insgesamt 14 Wettkämpfe im Gerätturnen statt, davon acht für Männer und sechs für Frauen. Austragungsort war die Olympic Gymnastics Arena.

## Bilanz

### Medaillenspiegel
| Platz | Land               | Gold | Silber | Bronze | Gesamt |
| ----- | ------------------ | ---- | ------ | ------ | ------ |
| 1     | Sowjetunion        | 11   | 5      | 3      | 19     |
| 2     | Rumänien           | 3    | 3      | 3      | 9      |
| 3     | DDR                | 1    | 3      | 4      | 8      |
| 4     | Bulgarien          | 1    | –      | 1      | 2      |
| 4     | China              | 1    | –      | 1      | 2      |
| 6     | Ungarn             | 1    | –      | –      | 1      |
| 7     | Japan              | –    | –      | 2      | 2      |
| 8     | Südkorea           | –    | –      | 1      | 1      |
| 8     | Vereinigte Staaten | –    | –      | 1      | 1      |

### Medaillengewinner
Männer
| Disziplin            | Gold | Silber                                                                                | Bronze                                                                                                |
| -------------------- | --- | ------------------------------------------------------------------------------------- | --- |
| Mannschaftsmehrkampf | SowjetunionWladimir Artjomow Dmitri Bilosertschew Sergei Charkow Wladimer Gogoladse Waleri Ljukin Wladimir Nowikow | DDRHolger Behrendt Ralf Büchner Ulf Hoffmann Sylvio Kroll Sven Tippelt Andreas Wecker | JapanYukio lketani Hiroyuki Konishi Kōichi Mizushima Daisuke Nishikawa Toshiharu Satō Takahiro Yamada |
| Einzelmehrkampf      | Wladimir Artjomow                                                                                                  | Waleri Ljukin                                                                         | Dmitri Bilosertschew                                                                                  |
| Barren               | Wladimir Artjomow                                                                                                  | Waleri Ljukin                                                                         | Sven Tippelt                                                                                          |
| Bodenturnen          | Sergei Charkow | Wladimir Artjomow                                                                     | Lou Yun Yukio lkatani                                                                                 |
| Pferdsprung          | Lou Yun | Sylvio Kroll                                                                          | Park Jong-hoon                                                                                        |
| Reck                 | Wladimir Artjomow Waleri Ljukin                                                                                    | —                                                                                     | Holger Behrendt Marius Gherman                                                                        |
| Ringe                | Holger Behrendt Dmitri Bilosertschew                                                                               | —                                                                                     | Sven Tippelt                                                                                          |
| Seitpferd            | Ljubomir Geraskow Zsolt Borkai Dmitri Bilosertschew                                                                | —                                                                                     | — |

Frauen
| Disziplin            | Gold | Silber                                                                                             | Bronze                                                                                                 |
| -------------------- | --- | -------------------------------------------------------------------------------------------------- | --- |
| Mannschaftsmehrkampf | SowjetunionSwjatlana Baitawa Swjatlana Bahinskaja Natālija Laščonova Jelena Schewtschenko Jelena Schuschunowa Olha Straschewa | RumänienAurelia Dobre Eugenia Golea Celestina Popa Gabriela Potorac Daniela Silivaș Camelia Voinea | DDRGabriele Fähnrich Martina Jentsch Dagmar Kersten Ulrike Klotz Bettina Schieferdecker Dörte Thümmler |
| Einzelmehrkampf      | Jelena Schuschunowa | Daniela Silivaș                                                                                    | Swjatlana Bahinskaja                                                                                   |
| Bodenturnen          | Daniela Silivaș | Swjatlana Bahinskaja                                                                               | Diana Dudewa                                                                                           |
| Pferdsprung          | Swjatlana Bahinskaja | Gabriela Potorac                                                                                   | Daniela Silivaș                                                                                        |
| Schwebebalken        | Daniela Silivaș | Jelena Schuschunowa                                                                                | Gabriela Potorac Phoebe Mills                                                                          |
| Stufenbarren         | Daniela Silivaș | Dagmar Kersten                                                                                     | Jelena Schuschunowa                                                                                    |

## Ergebnisse

### Männer

#### Einzelmehrkampf
| Platz | Land | Athlet               | Punkte  |
| ----- | ---- | -------------------- | ------- |
| 1     | URS  | Wladimir Artjomow    | 119,125 |
| 2     | URS  | Waleri Ljukin        | 119,025 |
| 3     | URS  | Dmitri Bilosertschew | 118,975 |
| 4     | GDR  | Sven Tippelt         | 118,000 |
| 5     | ROU  | Marius Gherman       | 117,825 |
| 6     | BUL  | Kalofer Christosow   | 117,750 |
| 6     | CHN  | Wang Chongsheng      | 117,750 |
| 8     | HUN  | György Guczoghy      | 117,675 |
| 8     | JPN  | Yukio Iketani        | 117,675 |

Finale am 22. September

#### Mannschaftsmehrkampf
| Platz | Land | Athleten                                                                                                | Punkte  |
| ----- | ---- | --- | ------- |
| 1     | URS  | Wladimir Artjomow Dmitri Bilosertschew Sergei Charkow Wladimer Gogoladse Waleri Ljukin Wladimir Nowikow | 593,350 |
| 2     | GDR  | Holger Behrendt Ralf Büchner Ulf Hoffmann Sylvio Kroll Sven Tippelt Andreas Wecker                      | 588,450 |
| 3     | JPN  | Yukio lketani Hiroyuki Konishi Kōichi Mizushima Daisuke Nishikawa Toshiharu Satō Takahiro Yamada        | 585,600 |
| 4     | CHN  | Wang Chongsheng Lou Yun Xu Zhiqiang Guo Linxian Li Chunyang Li Ning                                     | 585,250 |
| 5     | BUL  | Kalofer Cristosow Dimitar Taskow Ljubomir Geraskow Dejan Kolew Stojko Gotschew Petar Georgiew           | 585,100 |
| 6     | HUN  | György Guczoghy Csaba Fajkusz Zsolt Horváth Zsolt Borkai Jenő Paprika Balázs Tóth                       | 582,300 |
| 7     | ROU  | Marius Gherman Marius Toba Nicolae Bejenaru Adrian Sandu Marian Rizan Valentin Pîntea                   | 581,700 |
| 8     | ITA  | Boris Preti Jury Chechi Paolo Bucci Riccardo Trapella Gabriele Sala Vittorio Allievi                    | 579,000 |

18. bis 20. September

#### Barren
| Platz | Land | Athlet             | Punkte |
| ----- | ---- | ------------------ | ------ |
| 1     | URS  | Wladimir Artjomow  | 19,925 |
| 2     | URS  | Waleri Ljukin      | 19,900 |
| 3     | GDR  | Sven Tippelt       | 19,750 |
| 4     | BUL  | Kalofer Christosow | 19,725 |
| 5     | ROU  | Marius Gherman     | 19,700 |
| 6     | CAN  | Curtis Hibbert     | 19,675 |
| 7     | GDR  | Sylvio Kroll       | 19,625 |
| 8     | ITA  | Boris Preti        | 19,600 |

Finale am 24. September

#### Bodenturnen
| Platz | Land | Athlet             | Punkte |
| ----- | ---- | ------------------ | ------ |
| 1     | URS  | Sergei Charkow     | 19,925 |
| 2     | URS  | Wladimir Artjomow  | 19,900 |
| 3     | CHN  | Lou Yun            | 19,850 |
| 3     | JPN  | Yukio lketani      | 19,850 |
| 5     | CHN  | Li Ning            | 19,800 |
| 6     | ITA  | Boris Preti        | 19,775 |
| 7     | BUL  | Kalofer Christosow | 19,750 |
| 8     | CAN  | Curtis Hibbert     | 19,525 |

Finale am 24. September

#### Pferdsprung
| Platz | Land | Athlet             | Punkte |
| ----- | ---- | ------------------ | ------ |
| 1     | CHN  | Lou Yun            | 19,875 |
| 2     | GDR  | Sylvio Kroll       | 19,862 |
| 3     | KOR  | Park Jong-hoon     | 19,775 |
| 4     | BUL  | Dejan Kolew        | 19,737 |
| 5     | GDR  | Holger Behrendt    | 19,650 |
| 6     | URS  | Sergei Charkow     | 19,600 |
| 7     | JPN  | Yukio Iketani      | 19,525 |
| 8     | URS  | Wladimer Gogoladse | 19,512 |

Finale am 24. September

#### Reck
| Platz | Land | Athlet            | Punkte |
| ----- | ---- | ----------------- | ------ |
| 1     | URS  | Wladimir Artjomow | 19,900 |
| 1     | URS  | Waleri Ljukin     | 19,900 |
| 3     | GDR  | Holger Behrendt   | 19,800 |
| 3     | ROU  | Marius Gherman    | 19,800 |
| 5     | CHN  | Wang Chongsheng   | 19,775 |
| 6     | CHN  | Xu Zhiqiang       | 19,700 |
| 7     | CAN  | Curtis Hibbert    | 19,675 |
| 8     | GDR  | Andreas Wecker    | 19,500 |

Finale am 24. September

#### Ringe
| Platz | Land | Athlet               | Punkte |
| ----- | ---- | -------------------- | ------ |
| 1     | GDR  | Holger Behrendt      | 19,925 |
| 1     | URS  | Dmitri Bilosertschew | 19,925 |
| 3     | GDR  | Sven Tippelt         | 19,875 |
| 4     | BUL  | Kalofer Christosow   | 19,825 |
| 4     | URS  | Waleri Ljukin        | 19,825 |
| 6     | CHN  | Lou Yun              | 19,800 |
| 6     | ITA  | Jury Chechi          | 19,800 |
| 8     | HUN  | György Guczoghy      | 19,700 |

Finale am 24. September

#### Seitpferd
| Platz | Land | Athlet               | Punkte |
| ----- | ---- | -------------------- | ------ |
| 1     | BUL  | Ljubomir Geraskow    | 19,950 |
| 1     | HUN  | Zsolt Borkai         | 19,950 |
| 1     | URS  | Dmitri Bilosertschew | 19,950 |
| 4     | JPN  | Kōichi Mizushima     | 19,900 |
| 5     | URS  | Waleri Ljukin        | 19,875 |
| 6     | JPN  | Daisuke Nishikawa    | 19,850 |
| 7     | GDR  | Sven Tippelt         | 19,800 |
| 8     | GDR  | Sylvio Kroll         | 19,775 |

Finale am 24. September

### Frauen

#### Einzelmehrkampf
| Platz | Land | Athletin             | Punkte |
| ----- | ---- | -------------------- | ------ |
| 1     | URS  | Jelena Schuschunowa  | 79,662 |
| 2     | ROU  | Daniela Silivaș      | 79,637 |
| 3     | URS  | Swjatlana Bahinskaja | 79,400 |
| 4     | ROU  | Gabriela Potorac     | 79,037 |
| 5     | URS  | Natālija Laščonova   | 78,875 |
| 6     | ROU  | Aurelia Dobre        | 78,812 |
| 7     | GDR  | Dörte Thümmler       | 78,800 |
| 8     | GDR  | Dagmar Kersten       | 78,775 |

Finale am 23. September

#### Mannschaftsmehrkampf
| Platz | Land | Athletinnen | Punkte  |
| ----- | ---- | --- | ------- |
| 1     | URS  | Swjatlana Baitawa Swjatlana Bahinskaja Natālija Laščonova Jelena Schewtschenko Jelena Schuschunowa Olha Straschewa | 395,475 |
| 2     | ROU  | Aurelia Dobre Eugenia Golea Celestina Popa Gabriela Potorac Daniela Silivaș Camelia Voinea                         | 394,125 |
| 3     | GDR  | Gabriele Fähnrich Martina Jentsch Dagmar Kersten Ulrike Klotz Bettina Schieferdecker Dörte Thümmler                | 390,875 |
| 4     | USA  | Phoebe Mills Brandy Johnson Kelly Garrison-Steves Hope Spivey Chelle Stack Missy Marlowe                           | 390,575 |
| 5     | BUL  | Diana Dudewa Deljana Wodenitscharowa Borjana Stojanowa Iwelina Rajkowa Marija Kartalowa Chrabrina Chrabrowa        | 390,550 |
| 6     | CHN  | Chen Cuiting Fan Di Wang Wenjing Wang Huiying Ma Ying Wang Xiaoyan                                                 | 388,400 |
| 7     | TCH  | Iveta Poloková Hana Říčná Alena Dřevjaná Ivona Krmelová Martina Velíšková Jana Vejrková                            | 386,150 |
| 8     | HUN  | Eszter Óváry Beáta Storczer Andrea Ladányi Zsuzsa Csisztu Zsuzsanna Miskó Ágnes Miskó                              | 385,625 |

19. bis 21. September

#### Bodenturnen
| Platz | Land | Athletin                | Punkte |
| ----- | ---- | ----------------------- | ------ |
| 1     | ROU  | Daniela Silivaș         | 19,937 |
| 2     | URS  | Swjatlana Bahinskaja    | 19,887 |
| 3     | BUL  | Diana Dudewa            | 19,850 |
| 4     | BUL  | Deljana Wodenitscharowa | 19,837 |
| 5     | HUN  | Beata Storczer          | 19,675 |
| 6     | USA  | Phoebe Mills            | 19,662 |
| 7     | URS  | Jelena Schuschunowa     | 19,575 |
| 8     | GDR  | Dörte Thümmler          | 19,525 |

Finale am 25. September

#### Pferdsprung
| Platz | Land | Athletin             | Punkte |
| ----- | ---- | -------------------- | ------ |
| 1     | URS  | Swjatlana Bahinskaja | 19,905 |
| 2     | ROU  | Gabriela Potorac     | 19,830 |
| 3     | ROU  | Daniela Silivaș      | 19,818 |
| 4     | BUL  | Borjana Stojanowa    | 19,780 |
| 5     | USA  | Brandy Johnson       | 19,774 |
| 6     | GDR  | Dagmar Kersten       | 19,756 |
| 7     | CHN  | Wang Xiaoyan         | 19,730 |
| 8     | URS  | Jelena Schuschunowa  | 19,712 |

Finale am 25. September

#### Schwebebalken
| Platz | Land | Athletin              | Punkte |
| ----- | ---- | --------------------- | ------ |
| 1     | ROU  | Daniela Silivaș       | 19,924 |
| 2     | URS  | Jelena Schuschunowa   | 19,875 |
| 3     | ROU  | Gabriela Potorac      | 19,837 |
| 3     | USA  | Phoebe Mills          | 19,837 |
| 5     | URS  | Swjatlana Bahinskaja  | 19,787 |
| 6     | BUL  | Diana Dudewa          | 19,724 |
| 7     | USA  | Kelly Garrison-Steves | 19,649 |
| 8     | GDR  | Ulrike Klotz          | 18,125 |

Finale am 25. September

#### Stufenbarren
| Platz | Land | Athletin             | Punkte |
| ----- | ---- | -------------------- | ------ |
| 1     | ROU  | Daniela Silivaș      | 20,000 |
| 2     | GDR  | Dagmar Kersten       | 19,987 |
| 3     | URS  | Jelena Schuschunowa  | 19,962 |
| 4     | GDR  | Dörte Thümmler       | 19,900 |
| 5     | URS  | Swjatlana Bahinskaja | 19,899 |
| 6     | TCH  | Iveta Poloková       | 19,837 |
| 7     | ROU  | Aurelia Dobre        | 19,824 |
| 8     | USA  | Phoebe Mills         | 19,787 |

Finale am 25. September